# Compsophorus tricolor
Compsophorus tricolor är en stekelart som först beskrevs av Tohru Uchida 1925.  Compsophorus tricolor ingår i släktet Compsophorus och familjen brokparasitsteklar. Inga underarter finns listade i Catalogue of Life.